# テューリンギア (小惑星)
テューリンギア (934 Thuringia) は小惑星帯に位置する小惑星である。ベルゲドルフ天文台でウォルター・バーデによって発見された。
バーデがニューヨークに行くのに使った、船長がアマチュア天文家でもある大西洋航路の船から命名された。